# Imaginationland
Imaginationland è un arco narrativo composto dagli episodi 10, 11 e 12 dell'undicesima stagione della sitcom animata South Park. I tre episodi sono stati trasmessi negli Stati Uniti su Comedy Central, rispettivamente il 17, 24 e 31 ottobre 2007, mentre l'edizione italiana è stata trasmessa il 12 febbraio 2008 sempre su Comedy Central. L'arco narrativo vinse il Primetime Emmy Award alla migliore serie animata della durata minima di un'ora ai premi Emmy 2008; i tre episodi furono successivamente distribuiti insieme in DVD, con l'inclusione di scene inedite, come un film intitolato South Park: Imaginationland.

## Trama

### Episodio I
Cartman guida gli altri ragazzi attraverso una foresta alla ricerca di un folletto. Uno scettico Kyle scommette che se Cartman riuscirà a dimostrare l'esistenza dei folletti, Kyle gli succhierà le palle, ma in caso contrario Cartman dovrà a Kyle dieci dollari. Con grande shock di Kyle, trovano un folletto e lo inseguono, riuscendo infine a catturarlo.
Il folletto dice di essere stato mandato ad avvertire di un attacco terroristico, e che l'essere inseguito dai ragazzi lo ha fatto tardare, prima di svanire. Un Cartman trionfante dichiara che Kyle deve succhiargli le palle, ma Kyle inizialmente rifiuta, chiedendo perché un folletto dovrebbe avvertire di un attacco terroristico e insistendo sul fatto che deve esserci una spiegazione logica. Il giorno successivo, mentre Kyle sta conversando con Stan, Kenny, Jimmy e Butters, uno strano uomo appare all'improvviso, chiedendo loro se hanno visto il folletto. Quando Kyle sostiene che i folletti sono solo immaginari, l'uomo gli dice che solo perché qualcosa è immaginario non significa che non sia reale. Quindi invita i ragazzi a fare un giro nel suo magico "Pallone Immaginostatico" mentre canta loro la "Imagination Song".
Il gruppo arriva in un luogo chiamato Imaginationland, dove risiedono tutti gli esseri creati dall'immaginazione umana. Le creature immaginarie sono tutte affascinate dalla presenza dei "creatori" e chiedono loro del folletto. In quel momento una banda di terroristi islamici appare all'improvviso e fa esplodere una serie di bombe, che uccidono centinaia di creature immaginarie e distruggono gran parte della città, sotto gli occhi di Stan. I ragazzi fuggono in groppa a Draco che li porta in salvo. Butters, tuttavia, viene lasciato indietro e lui e i personaggi immaginari sopravvissuti vengono presi in ostaggio dai terroristi. La mattina dopo, Kyle si sveglia nel suo letto e all'inizio è sicuro che tutto sia stato un sogno, finché non chiama Stan che gli racconta la stessa storia. Scoprono anche che Butters è scomparso, con grande shock dei suoi genitori.
Nel frattempo, Cartman, arrabbiato per il fatto che Kyle si sia rifiutato di adempiere alla sua parte dell'accordo, lo porta in tribunale, dove il giudice vede il contratto firmato da Kyle e gli ordina di succhiare le palle di Cartman entro ventiquattr'ore o verrà arrestato. Il DoD ha ricevuto un video dai terroristi, che mostra che tengono in ostaggio i sopravvissuti all'attacco, incluso Butters. Quest'ultimo legge una nota dei terroristi sotto la minaccia delle armi, e grida a Stan e Kyle quando il video finisce. Incerti su come contrastare i terroristi, i funzionari governativi si rivolgono a Hollywood, sperando di poter usare la loro creatività per ottenere idee. Dopo essere rimasti delusi da diversi registi, tra cui M. Night Shyamalan, che riusciva a inventare solo finali con colpi di scena, e Michael Bay, che riusciva a inventare solo sequenze con effetti speciali, chiedono il consiglio di Mel Gibson, che suggerisce di esaminare il video inviato dai terroristi e determinare se ci sia qualcuno fuori posto. I funzionari del Pentagono eseguono immediatamente un controllo sui soggetti presenti nel video e si rendono conto che Butters non è un personaggio immaginario. Il generale ordina ai suoi uomini di localizzare sia Stan che Kyle.
A Imaginationland, i terroristi prendono una delle creature, Rockety Rocket, e la lanciano contro la Barriera, il muro che separa la metà buona e quella cattiva di Imaginationland. Nonostante i tentativi di Butters di fermarli, i terroristi distruggono il muro e liberano le creature immaginarie malvagie. Cartman, nel frattempo, indossa una veste da sultano e organizza una grande festa, durante la quale gli altri bambini guarderanno Kyle succhiargli le palle. Kyle si è rassegnato al compito e sta per entrare nella casa di Cartman con Stan quando arrivano i membri dell'esercito e li portano via per interrogarli su Imaginationland. Cartman urla di rabbia perché il suo piano è stato sventato, poi esce velocemente di casa e fa l'autostop con un camionista a Washington per costringere Kyle a mantenere la sua parola.

### Episodio II
Butters si risveglia da un sogno in cui è a casa e vede che è ancora a Imaginationland. Una varietà di creature malvagie irrompe attraverso il muro distrutto e uccide i terroristi che le hanno liberate prima di attaccare le creature buone. Il sindaco esorta tutti a fuggire prima che lui stesso venga trafitto da uno xenomorfo. Nel frattempo, Cartman fa un sogno riguardante la sua frustrazione per il fatto che Kyle non gli succhi le palle per rispettare la scommessa.
Butters, Re Lecca Lecca e Snarf dei Thundercats fuggono attraverso la foresta e osservano i personaggi malvagi torturare e mutilare Fragolina Dolcecuore. Mentre discutono del suo destino, appaiono gli animaletti del bosco della storia natalizia di Cartman, suggerendo forme peggiori di tormento. Propongono di farle mangiare i suoi stessi occhi, e poi di trasmetterle l'AIDS facendo urinare qualcuno infetto dalla malattia nelle sue orbite, prima di violentarla e ucciderla, con sgomento degli altri personaggi malvagi. Non conoscendo nessuno tra loro così infetto, partono alla ricerca di qualcuno malato di AIDS nella foresta.
Nel frattempo Kyle e Stan vengono interrogati al Pentagono. Viene loro detto di un portale per Imaginationland che è stato costruito durante la guerra fredda ed è controllato dal governo. Si scopre che il portale si accende quando i ragazzi, dopo tentativi ed errori, cantano correttamente la "Imagination Song" che il sindaco aveva cantato nell'episodio precedente. Il Pentagono decide di inviare un gruppo di soldati a Imaginationland, guidati da Kurt Russell, poiché la sua apparizione nel film Stargate gli ha dato più esperienza di chiunque altro. Prima che le truppe vengano inviate, Cartman irrompe nel Pentagono per permettere a Kyle di succhiargli le palle. Dopo che Russell e la sua truppa hanno attraversato il portale, incontrano gli animaletti del bosco che li stuprano e li uccidono. Il conseguente allarme interrompe Kyle e Cartman prima che possano rispettare i termini della scommessa. Quindi, l'Uomorsomaiale irrompe attraverso il portale nel Pentagono causando il caos prima che un dipendente del Pentagono riesca a invertire il portale rimandandolo indietro, ma viene risucchiato anche Stan e l'energia fulmina Kyle, lasciandolo apparentemente morto nella stanza del portale. Kyle viene però rianimato da Cartman usando la RCP, anche se lo fa solo affinché l'amico possa succhiargli le palle
A Imaginationland Butters arriva al Castello del Sole e viene portato dinanzi al Consiglio dei Nove, costituito da Aslan, Gandalf, Glinda, Luke Skywalker, Morpheus, Braccio di Ferro, Wonder Woman, Gesù e Zeus. Il consiglio stabilisce che Butters è "la chiave" per riprendersi Imaginationland dai personaggi malvagi, nonostante le proteste di Butters.
Al Pentagono il generale ordina di lanciare un missile nucleare attraverso il portale per distruggere l'immaginazione. All'ospedale, Kyle si risveglia dal coma e trova Cartman al suo capezzale, lieto che Kyle sia ora in grado di rispettare la scommessa.

### Episodio III
Al Castello del Sole, Butters viene informato che egli è la chiave per respingere le orde malvagie in quanto essendo una persona reale, cioè un "creatore", ha il potere di evocare personaggi immaginari buoni da far combattere contro il malvagio esercito nemico in avvicinamento.
Intanto, nel mondo reale, Al Gore, che aveva già avvertito in precedenza sulla pericolosità dell'Uomorsomaiale, mette a disposizione il video dell'attacco della creatura al Pentagono per avvertire la popolazione. Ciò costringe il generale a rivelare l'attacco dei terroristi all'immaginazione e dell'intenzione dei militari di bombardare con l'atomica Imaginationland.
Kyle si risveglia dal coma e si ritrova Cartman che sta preparando un servizio fotografico per immortalare il tanto agognato evento.
A Imaginationland incomincia la battaglia. I personaggi malvagi sembrano dominare; i buoni, guidati da Gesù, contrattaccano ma subiscono ingenti perdite. Aslan dice a Butters che non c'è più tempo da perdere e che deve controllare la propria immaginazione e creare subito Babbo Natale, ma la creatura che scaturisce dall'immaginazione di Butters è solo una versione mostruosa e cefalopode del personaggio. Butters è terrorizzato da ciò che ha creato e scappa via. Tuttavia, Butters si applica ancora di più e riesce finalmente a evocare Babbo Natale. Capito il proprio potenziale, il ragazzo incomincia a creare su suggerimento di Aslan altri personaggi buoni che scendono in battaglia.
La Corte Suprema ribalta il "verdetto Cartman vs. Broflovski" e afferma che le creature immaginarie sono a tutti gli effetti non reali, affinché il governo possa bombardare Imaginationland. Kyle non è più quindi obbligato a succhiare i testicoli di Cartman. Questi si reca al Pentagono per far cambiare idea ai militari e dopo poco giunge anche Kyle. I due ragazzi riescono a convincere i militari a non bombardare Imaginationland, asserendo che le creature immaginarie sono reali come le persone vere per via dell'impatto che hanno nella vita della gente. Cartman dice a Kyle che, visto che le creature immaginarie sono reali dopotutto, allora ha perso la scommessa e deve ancora succhiargli i testicoli. Kyle rimprovera Cartman di pensare solo a quella scommessa e di non preoccuparsi di Stan e Butters, che sono ancora dispersi a Imaginationland.
Grazie a Butters, la vittoria dei personaggi buoni è ormai a portata di mano. Al Pentagono, arriva Al Gore che, sebbene il lancio nucleare sia stato cancellato, invia comunque il missile attraverso il portale pur di uccidere l'Uomorsomaiale. L'esplosione distrugge Imaginationland uccidendo tutte le creature buone, che ormai avevano vinto la battaglia. Butters si ritrova da solo in uno spazio completamente bianco e vuoto, così decide di immaginare tutto come era prima dell'attacco terroristico. Il Sindaco di Imaginationland nota che tutti i personaggi malvagi sono rimasti intrappolati dietro la barriera ancora una volta. Kyle chiede a Butters come è riuscito a fare tutto questo, e lui risponde che ha usato la sua immaginazione. Cartman afferma di aver imparato qualcosa oggi, di come chiunque possa realizzare qualsiasi cosa usando la propria immaginazione. Cartman immagina se stesso (vestito da re) e Kyle che gli succhia i testicoli e, visto che Kyle stesso aveva affermato che anche l'immaginazione è reale, riesce finalmente a ottenere ciò che voleva.
Butters si sveglia all'improvviso nel mondo reale, convinto di aver fatto un sogno stranissimo; arrivano i suoi genitori, che gli dicono che non si è trattato di un sogno ma che hanno letto sul giornale che è stato veramente a Imaginationland, mentre invece avrebbe dovuto aiutare la madre a pulire la cantina, e lo mettono in punizione. Butters dice che non è in punizione e prova a usare i suoi poteri dell'immaginazione, ma suo padre Stephen gli dice che questo trucco funziona solo a Imaginationland, non nel mondo reale. Contrariato, Butters torna nel suo letto e si lascia scappare forse la sua unica imprecazione: "Aw, merda".

## Produzione
La produzione del primo episodio iniziò nel luglio 2007, quasi tre mesi prima della messa in onda. Questo era insolito per South Park, poiché la maggior parte degli episodi vengono prodotti in una settimana o meno. L'intenzione originaria era quella di trasformare la storia in un lungometraggio, creato come sequel cinematografico di South Park - Il film: più grosso, più lungo & tutto intero, ma ci furono una miriade di fattori che lo portarono a diventare un episodio regolare: non era considerata un'idea abbastanza "grande" e l'uso di personaggi con licenza lo faceva sembrare derivativo. Inoltre, il programma di produzione di nuovi episodi contribuì alla sua adozione come show di metà stagione.
Il lunedì precedente la trasmissione del primo episodio, Parker decise di trasformarlo in una trilogia. Stone ritenne divertente creare un film in tre parti, dato che molte serie televisive dell'epoca (24, Lost) erano basate sulla serializzazione. Il giorno dopo la messa in onda del primo episodio, Parker completò il resto della storia della trilogia in modo rapido: "Ricordo che quel giovedì mattina scrivevo ogni battuta dello show sulla lavagna. Era la prima volta che di giovedì facevo un passo indietro dalla lavagna e l'intero show era lì. È stato così bello".

## Accoglienza
Il primo episodio ebbe un ascolto di oltre 3,4 milioni di spettatori e fu il programma più visto di tutta la serata tra gli uomini di età compresa tra 18 e 24 anni e tra 34 e 49 anni, classificandosi inoltre al primo posto nella televisione via cavo tra le persone di età compresa tra 18 e 49 anni.
La trilogia ebbe una buona accoglienza anche da parte della critica. IGN diede ai tre episodi, rispettivamente, i voti di 9,1, 7,9 e 8,5 Josh Modell di The A.V. Club valutò la trilogia con una B, criticando il ritmo lento della trama principale e definendola "più una scusa per un viaggio nostalgico che un buon arco narrativo". Tuttavia, elogiò l'infinito perseguimento della scommessa con Kyle da parte di Cartman e il ritorno delle creature natalizie, definendo la loro apparizione "tra i momenti più divertenti della storia recente di South Park".
L'arco narrativo vinse il Primetime Emmy Award alla migliore serie animata della durata minima di un'ora ai premi Emmy 2008.

## Lungometraggio
South Park: Imaginationland, o Imaginationland: The Movie, riunisce tutti e tre gli episodi in un film di montaggio che include anche scene inedite. Fu distribuito direttamente in DVD-Video l'11 marzo 2008 negli Stati Uniti. Il DVD include anche due episodi bonus delle stagioni precedenti, Il Natale degli animaletti del bosco e Uomorsomaiale, poiché presentano dei personaggi che riappaiono nella trilogia.